# Educação Sentimental
Educação Sentimental ("Educazione sentimentale") è il secondo album musicale prodotto dalla gruppo musicale brasiliano di genere new wave Kid Abelha.
La prima distribuzione avvenne nel 1985 per conto della WEA e rese celebri alcuni titoli sul palinsesto Brasiliano. Tra essi si ricordano particolarmente Lágrimas e Chuva, Educação Sentimental (Parte I & II), Garotos e A Fórmula do Amor.

## Tracce
1. Lágrimas e Chuva (Leoni, Bruno Fortunato, George Israel) - 4:31
2. Educação Sentimental (Part I) (Leoni)
3. Conspiração Internacional (Paula Toller, Leoni)
4. Os Outros (Leoni)
5. Amor por Retribuição (Leoni, Israel)
6. Educação Sentimental (Part II) (Leoni, Toller, Herbert Vianna) - 4:50
7. Garotos (Leoni, Toller)
8. Um Dia em Cem (Leoni, Toller)
9. Uniformes (Leoni, Leo Jaime)
10. A Fórmula do Amor (Leoni, Jaime) - 4:59